# 黃紹 (明朝)
黃紹（？—？），福建福州府侯官縣人，明朝政治人物。

## 生平
永樂二十一年（1423年）癸卯科福建鄉試舉人，宣德二年（1427年）丁未科進士。授刑部員外郎。